# Richard M. West
Pour les articles homonymes, voir Richard West et West.
Richard Martin West, né en 1941, est un astronome danois travaillant à l'Observatoire européen austral (ESO).
Il a découvert plusieurs comètes, dont la C/1975 V1 (West) et les comètes périodiques 76P/West-Kohoutek-Ikemura et 123P/West-Hartley.
Il est également crédité par le Centre des planètes mineures de la découverte de quarante astéroïdes entre 1976 et 1986, dont les astéroïdes troyens de Jupiter (2146) Stentor, (2148) Épéios et (20995) 1985 VY.
Il a découvert (avec Hans-Emil Schuster) la galaxie naine du Phénix.
L'astéroïde (2022) West porte son nom.
Le président tunisien Zine el-Abidine Ben Ali a honoré le 7 novembre 2001 Richard West en le faisant grand officier de l'Ordre de la République pour la découverte de l'astéroïde (6362) Tunis, qui porte le nom de la capitale tunisienne.

## Astéroïdes découverts
| (2052) Tamriko          | 24 octobre 1976   |
| (2053) Nuki             | 24 octobre 1976   |
| (2115) Irakli           | 24 octobre 1976   |
| (2116) Mtskheta         | 24 octobre 1976   |
| (2117) Danmark          | 9 janvier 1978    |
| (2145) Blaauw           | 24 octobre 1976   |
| (2146) Stentor          | 24 octobre 1976   |
| (2147) Kharadze         | 25 octobre 1976   |
| (2148) Épéios           | 24 octobre 1976   |
| (2187) La Silla         | 24 octobre 1976   |
| (2526) Alisary          | 19 mai 1979       |
| (2595) Gudiachvili      | 19 mai 1979       |
| (2596) Vainu Bappu      | 19 mai 1979       |
| (2935) Naerum           | 24 octobre 1976   |
| (3004) Knud             | 27 février 1976   |
| (3477) Kazbegui         | 19 mai 1979       |
| (3871) Reiz             | 18 février 1982   |
| (3933) Portugal         | 12 mars 1986      |
| (5270) Kakabadze        | 19 mai 1979       |
| (5890) Carlsberg        | 19 mai 1979       |
| (6362) Tunis            | 19 mai 1979       |
| (8066) Poldimeri        | 6 août 1980       |
| (8993) Ingstad          | 30 octobre 1980   |
| (9272) Liseleje         | 19 mai 1979       |
| (10462) Saxogrammaticus | 19 mai 1979       |
| (10668) Plansos         | 24 octobre 1976   |
| (11005) Waldtrudering   | 6 août 1980       |
| (12188) Kalaallitnunaat | 9 août 1978       |
| (12198) 1980 PJ1        | 6 août 1980       |
| (14350) 1985 VA1        | 1er novembre 1985 |
| (15201) 1976 UY         | 31 octobre 1976   |
| (15207) 1979 KD         | 19 mai 1979       |
| (20995) 1985 VY         | 1er novembre 1985 |
| (22252) 1978 SG         | 27 septembre 1978 |
| (26081) 1980 PT1        | 6 août 1980       |
| (27667) 1979 KJ         | 19 mai 1979       |
| (34998) 1978 SE         | 27 septembre 1978 |
| (65661) 1985 VB1        | 1er novembre 1985 |
| (79086) Gorgasali       | 4 septembre 1977  |
| (187746) 1976 DC        | 27 février 1976   |